# Ex Machina (revista em quadrinhos)
Ex Machina é uma série de revistas em quadrinhos americana publicada entre 2004 e 2010 pela Wildstorm, uma linha editorial da DC Comics. Criada por Brian K. Vaughan e Tony Harris, escrita por Vaughan e ilustrada por Harris, Tom Feister, John Paul Leon e Chris Sprouse, a série narra os eventos ficcionais em que Mitchell Hundred, um engenheiro civil, adquire o super-poder de se comunicar com máquinas em 1999, e entre 2000 e 2001, age como o super-herói "Grande Máquina", posteriormente se tornando Prefeito de Nova Iorque. No universo ficcional da série, os ataques de 11 de setembro de 2001 ocorreram de forma alterada: após o Voo 11 da American Airlines destruir uma das torres do World Trade Center, Hundred conseguiu impedir que o segundo avião atingisse outra torre. Nas eleições daquele ano, o ex-super-herói foi candidato, e venceu, cumprindo um mandato entre 2002 e 2005.
A série foi bastante elogiada pela crítica especializada, vencendo o Eisner Award na categoria "Melhor Série Estreante" e sendo também indicada dois anos consecutivos para a categoria "Melhor Série". Ex Machina #1 e Ex Machina #11 foram indicados ao Eisner na categoria "Melhor Edição ou Especial" e dois arcos de história, State of Emergency, publicado entre a 2ª e a 5ª edição, e Fact v. Fiction, publicado entre a 12ª e a 14ª edição, foram indicados à categoria "Melhor Arco de História", após terem sido publicados. Harris foi indicado duas vezes à categoria "Melhor Artista de Capas" e, em conjunto com Feister, uma vez à categoria "Melhor dupla desenhista/arte-finalista". Vaughan, por sua vez, acumulou três indicações ao Eisner de "Melhor Escritor" por seu trabalho na série, e destas, uma resultou em vitória.
Ex Machina foi publicado no Brasil pela primeira vez num encadernado lançado em 2005, pela editora Panini Comics. Posteriormente os direitos foram para a Pixel Media, que lançou uma minissérie em 2007. Retornou para a Panini em 2011, enfim sendo publicado na íntegra em dez volumes encadernados de capa cartonada. Em 2019, a Panini iniciou a republicação em formato de luxo.